# Jörgen Wålemark
Jörgen Wålemark, född 3 april 1972 i Ljungskile, är en svensk fotbollstränare och tidigare fotbollsspelare (anfallare). Han är bror till Bo Wålemark och Jens Wålemark.

## Spelarkarriär
Wålemark spelade i Ljungskile SK till 1996, med undantag för en kort sejour i Skottland. Han var delaktig i Ljungskile SKs avancemang till Allsvenskan 1996 via kval mot Umeå. Ett avancemang som ofta jämförs med Åshöjdens BK. Inför Allsvenskan 1997 bestämde han sig för att bli proffs i Norge och kom att spela i Lillestrøm SK. År 1998 återvände han till Sverige och till IF Elfsborg, innan han fortsatte sin karriär i de cypriotiska lagen AU Paralimni och AEL FC. Säsongen 2003 återvände han till Ljungskile SK och spelade för laget till 2009 då han avslutade sin karriär som spelare. År 2010 deltog han i en match hemma mot Assyriska i Superettan.

## Tränarkarriär
Wålemark var framgångsrik tränare för Varbergs BoIS 2014–2017 i Superettan. Han värvades sedan till Jönköpings Södra IF, men fick lämna tränaruppdraget där tidigt under säsongen 2018. Därefter blev han i juli 2018 utsedd till ny huvudtränare i Ljungskile SK. Efter att ha förbättrat Ljungskile SK:s tabelläge i Division 1 Södra 2018 ordentligt så ledde han sedan laget till serieseger 2019. Efter drygt två tredjedelar av en dittills misslyckad säsong i Superettan 2020 fick Wålemark dock lämna tränaruppdraget.

## Klubbar
- Ljungskile SK 2003-2010
- AEL Limassol 2001/2002-2003
- Enosis Neon Paralimni FC 2000/2001
- IF Elfsborg 1998-2000
- Lillestrøm SK 1997
- Ljungskile SK 1995-1996
- St. Johnstone FC 1994/1995
- Ljungskile SK -1994